# Kassari (wyspa)
Kassari – piąta co do wielkości wyspa Estonii. Ma powierzchnię 19,3 km² i zamieszkuje ją około 280 mieszkańców. Na wyspie znajdują się cztery osady: Esiküla, Taguküla, Kassari i Orjaku. Kassari jest połączona dwoma mostami z wyspą Hiuma. Wody oblewające Kassari należą do najcieplejszych w kraju.
Dominującą formacją roślinną na wyspie są łąki. Niewielką powierzchnię zajmują rzadkie lasy iglaste z domieszką jałowca.
Największą atrakcją turystyczną wyspy jest Sääretirp – długi i wąski cypel wcinający się w zatokę Väinameri w południowo-zachodniej części wyspy. W Zatoce Käina położony jeden z bardziej znanych rezerwatów przyrody, chroniący liczne gatunki ptaków. W miejscowości Kassari znajduje się park, będący jedyną pozostałością po zespole parkowo-pałacowym, wybudowanym na początku XVIII wieku.